# Gobernador de Guanajuato
El gobernador del Estado Libre y Soberano de Guanajuato es el titular del poder ejecutivo de dicho estado. Es elegido mediante voto directo y universal. Una vez electo, entra en funciones el 26 de septiembre del año de la elección. Su cargo dura un periodo de seis años, sin posibilidad de reelección; ni siquiera en el caso de haberlo desempeñado como interino, provisional o sustituto. 
El cargo solo es renunciable por causa grave, que deberá ser calificada por el Congreso estatal. En caso de muerte, destitución o renuncia, asume de manera inmediata y provisional el cargo, el secretario de gobierno, después, con las reservas que contempla la constitución local, corresponde al Congreso nombrar un sustituto o interino.
El cargo existe desde su inclusión en la Constitución estatal de 1826, siendo su primer titular Carlos Montes de Oca desde el 14 de abril de aquel año. En suma 86 individuos ocuparon en 111 periodos distintos la gubernatura del estado, ya fuera de manera constitucional, provisional, interina o sustituta; estos números causados en gran medida por la constante inestabilidad vivida por el país (y en consecuencia el estado) en su primer siglo de vida independiente.
La vigente Constitución estatal prevé dicho cargo en su título quinto, capítulo tercero, sección primera y es abordado por trece artículos. En ellos se especifican las obligaciones, facultades, requisitos y restricciones al cargo; especificaciones que van desde el mando de la fuerza pública del estado (policía estatal y guardia nacional adscrita); la titularidad de las políticas económica, desarrollo social y de seguridad pública; la promulgación y ejecución de las leyes emitidas por el poder legislativo; proponer nombramientos a cargos que requieren aprobación del Congreso o el Tribunal Superior del Estado; y diversas prerrogativas concedidas en otros artículos de la misma carta magna y las leyes locales.
El gobernador es la cabeza de la Administración Pública Estatal y es auxiliado por un gabinete compuesto por varias secretarías, dependencias estatales, organismos descentralizados y direcciones generales, los cuales tienen a su cargo diversas carteras de interés público, además de distintos asesores adscritos a la oficina del gobernador.

## Desarrollo histórico

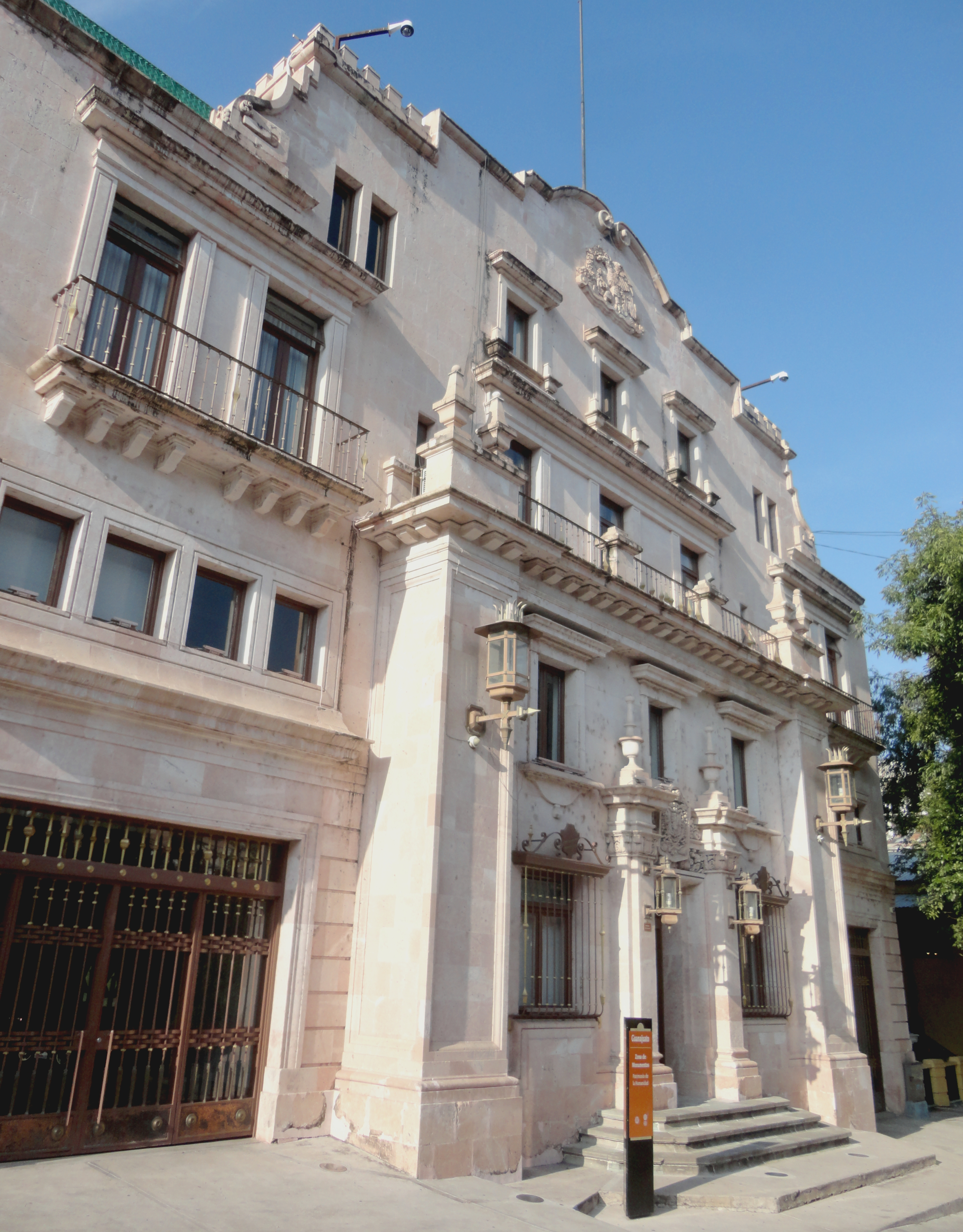
Palacio de Gobierno de Guanajuato

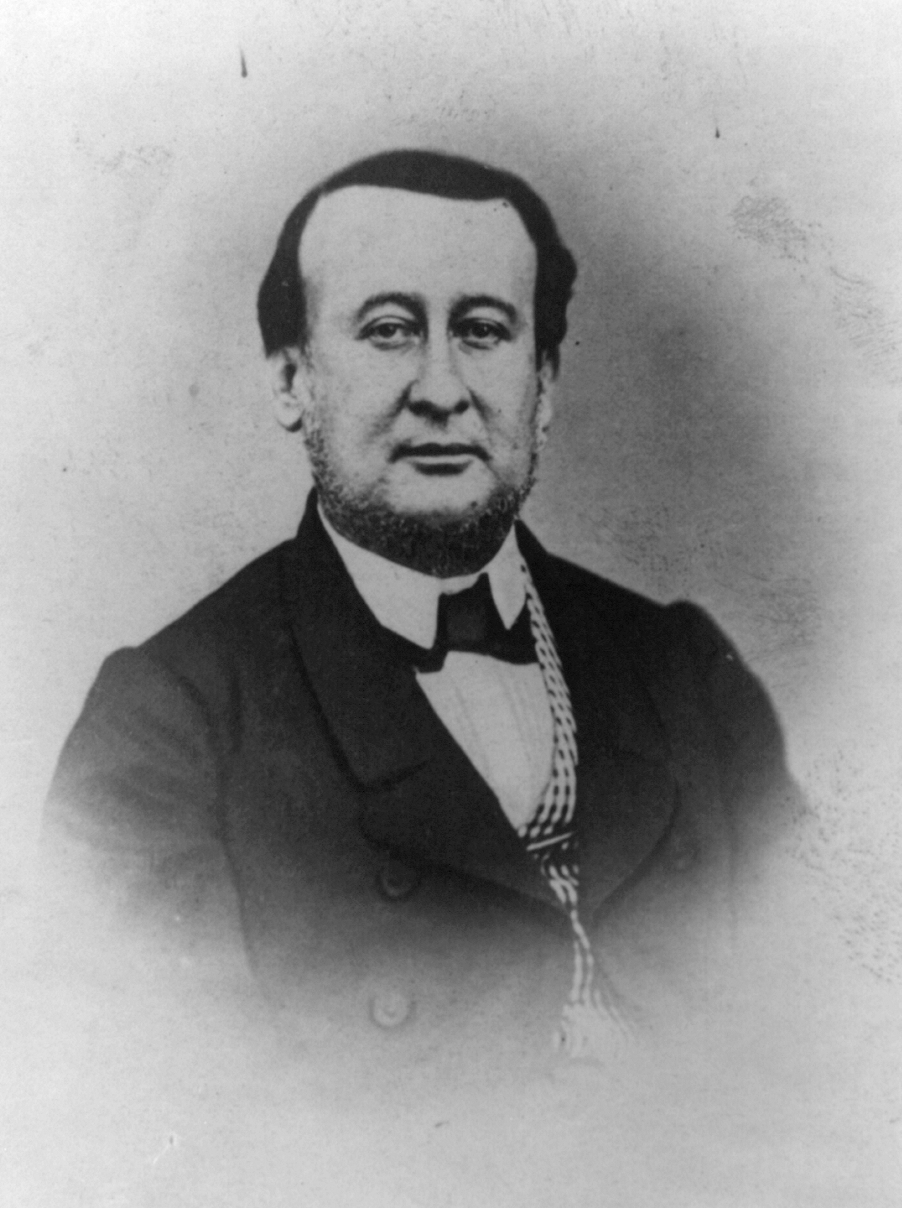
Manuel Doblado, destacado militar y diplomático, que ocupara en cuatro ocasiones la gubernatura.

Los primeros documentos normativos del movimiento insurgente, en el marco de la Guerra de Independencia, no mencionaban con exactitud los cargos en los que se depositarían los poderes locales en las provincias de Nueva España; sin embargo si marcaban la pauta de constituir una federación que implicaba, trasladar a escala provincial, los mismos cargos que se establecieran para toda la nación. Tal fue el caso de la Constitución de Apatzingán que hacia mención de los diputados como representantes de las provincias para la eventual fundación de un Congreso Nacional.
Paralela a los ordenamientos legales de los insurgentes; la Constitución de Cádiz remplazó la antigua organización gubernativa de las intendencias del virreinato, sustituyendo el cargo de Intendente por el de Jefe Superior Político, como depositario del poder ejecutivo local. Esto sirvió de base para que el gobierno del Imperio Mexicano, ya consumada la independencia, mantuviera dicha figura como ente ejecutivo transitorio en aras de la eventual promulgación de una constitución y el consecuente nuevo organigrama de poderes locales y nacionales. En ese contexto José Pérez Marañón, Jefe Superior de Guanajuato, quien aún había sido nombrado por las autoridades peninsulares, conservó dicho rol, siendo así el primer gobernante del estado en la época independiente; aunque su autoridad quedaba supeditada al presidente de la Junta Provisional Gubernativa local José Mariano de Sardaneta y Llorente nombrado por la Junta nacional. Normalizada gradualmente la situación política y proclamado emperador Agustín de Iturbide, este nombró como Jefe Político a Domingo Chico.
Sin embargo la caída del emperador Agustín I retrasó la elaboración de dicha estructura, hasta que la Constitución de 1824 definió la norma para depositar el poder ejecutivo estatal; no obstante el documento no hace mención del término Gobernador, pues otorgaba pleno derecho a las entidades para decidir como hacerlo. En el caso de Guanajuato, habría de ser la promulgación de su constitución local en 1826 la que estableció los lineamientos particulares del cargo. Si bien Manuel Cortázar y Pedro Otero ya habían gobernado con la denominación de "Gobernador", sería Carlos Montes de Oca el primero en ocupar el puesto de manera constitucional, luego de promulgada la carta magna estatal, a partir del 14 de abril de 1826.
A lo largo del siglo XIX, la inestabilidad política que vivió el país, se trasladó a la realidad estatal; las invasiones estadounidense y francesa; Así como los conflictos entre liberales y conservadores (en cualquiera de sus variantes como bandos antagónicos: republicanos contra monárquicos y federalistas contra centralistas) ocasionaban, revueltas, motines e incluso guerras civiles como la Guerra de Reforma. Todo lo anterior obligaba a una gran cantidad de autoridades electas a dimitir a escasos meses de ejercer la responsabilidad, o a nombrar un sustituto mientras reorganizaban la defensa del régimen. Esto aunado a las complejidades del sistema legal, ya que todas las constituciones vigentes, contemplaban la sucesión interina o provisional del cargo, con el solo hecho de abandonar la capital del estado.
A todo ello se suma el cambio de paradigma constitucional que vivieron todos los estados durante los regímenes centralistas. Las Siete Leyes de 1836 y las Bases Orgánicas de 1843 suprimieron las constituciones estatales, y por ende su soberanía; se convirtieron en departamentos cuyos poderes locales quedaron subordinados al gobierno central. De tal forma que el cargo de gobernador pasó a ser designado directamente por el presidente de la república, lo que influyó en los constantes cambios. Esta condición se repitió durante el Segundo imperio cuando el cargo se sustituyó por el de Prefecto político, aunque subordinado a una autoridad intermedia con el Emperador, el Comisario Imperial.
La Constitución de 1857 restableció el cargo de gobernador, hecho que fue ratificado por la nueva constitución estatal de 1861. Durante el porfiriato las figuras de los gobernadores, además de ser muy cercanas al presidente Porfirio Díaz, estuvieron casi siempre ligadas a los cacicazgos militares y económicos, situación que, aunque fortaleció y consolidó el cargo, devino en autoritarismos locales. En el caso de Guanajuato sobresalió en ese sentido la figura de Joaquín Obregón González quien permaneció en el cargo durante casi 18 años, entre 1893 y 1911; siendo el gobernador de más larga estadía en el puesto.
Durante la Revolución Mexicana el cargo padeció constantes cambios, producto de la entrada o salida de distintos bandos armados que impulsaban o imponían a gobernadores leales de acuerdo a las circunstancias. La Constitución de 1917 reafirmó el federalismo y la soberanía de los estados, sin embargo el ascenso al poder del Partido Nacional Revolucionario (después llamado PRM y PRI), estableció un sistema político hegemónico en el que los gobernadores, en la práctica, estaban subordinados al poder del Presidente de la República. Esto ocasionó que en muchas ocasiones el primer mandatario dispusiera de distintas maneras la remoción o destitución de los ejecutivos estatales por distintas circunstancias; ya fuera por cuestionar o contrariar la voluntad presidencial, por provocar o no administrar adecuadamente disturbios sociales, o simplemente por asegurar la lealtad de las nuevas autoridades. Entre los elementos usados por los presidentes para prescindir de los gobernadores estaba el mecanismo de desaparición de poderes; aunque en algunas ocasiones se apoyaba en la lealtad del congreso estatal, ramas locales del corporativismo partidista o su personal presión al gobernador para obligar su renuncia. En el caso de Guanajuato sobresalen los acontecimientos entre 1938 y 1939 cuando hubo hasta once cambios de gobernador; y la desaparición de poderes de 1946. A diferencia de la presidencia de la república, el cargo de gobernador no alcanzó auténtica estabilidad sino hasta 1949; desde entonces solo se han presentado tres casos de periodos no concluidos, no obstante, los tres han sido porque el titular se retira para contender u ocupar otro cargo.
Guanajuato fue el segundo estado en el que se produjo una transición del poder ejecutivo que rompió la hegemonía priista, después de Baja California en 1989. Esto ocurrió luego de las elecciones locales de 1991; las acusaciones de fraude electoral contra el candidato priista Ramón Aguirre Velázquez y las manifestaciones encabezadas por el candidato del PAN Vicente Fox, derivaron en una crisis social e institucional que ocasionó la negociación directa entre el gobierno federal de Carlos Salinas de Gortari y el comité ejecutivo nacional del PAN para solventar la situación. El resultado de esa negociación, conocida en México como "Concertacesión", fue la renuncia de Ramón Aguirre (que aún no había asumido el cargo) y la designación, por parte del Congreso estatal, de Carlos Medina Plascencia (alcalde panista de León) como Gobernador constitucional con un periodo especial de cuatro años, suficientes para la convocatoria de nuevas elecciones en 1995. Estas las ganaría Vicente Fox, iniciando la hegemonía del PAN en el estado, que en el caso de la gubernatura acumula ya 31 años (1991-2022).

## Requisitos para llegar al cargo
Según el artículo 68 de la Constitución del estado, para ser Gobernador se requiere:
- I. Ser ciudadano mexicano por nacimiento, originario del Estado o con residencia efectiva no menor de cinco años inmediatamente anteriores al día de la elección;
- II. Estar en ejercicio de sus derechos; y
- III. Tener por lo menos treinta años cumplidos al día de la elección.

## Facultades y obligaciones
Los poderes del gobernador de Guanajuato están establecidos, limitados y enumerados por el artículo 77 de la Constitución local y la respectiva ley orgánica:

- I. Guardar y hacer guardar la Constitución Política de los Estados Unidos Mexicanos, la Particular del Estado y las Leyes que de ellas emanen;
- II. Promulgar, publicar, cumplir y hacer cumplir las Leyes y Decretos del Estado;
- III. Proveer en la esfera administrativa a la exacta observancia de las Leyes, expidiendo los Reglamentos conducentes;
- IV. Procurar la conservación del orden, y vigilar la tranquilidad y la seguridad del Estado;
- V. Rendir, ante el Congreso del Estado, el Informe a que se refiere el Artículo 78 de este Ordenamiento;
- VI. Presentar al Congreso del Estado las iniciativas de Ley del Presupuesto General de Egresos del Estado y de Ley de Ingresos del Estado, así como la información financiera y cuenta pública con la periodicidad, forma y términos que establezca la Ley. La iniciativa de Ley del Presupuesto General de Egresos del Estado deberá contener las erogaciones plurianuales para aquellos proyectos de inversión pública que se determinen conforme a lo dispuesto en la Ley; La iniciativa de Ley del Presupuesto General de Egresos del Estado deberá incluir los tabuladores desglosados de las remuneraciones que se propone perciban sus servidores públicos.
- VII. Vigilar que la recaudación y distribución de los Fondos Públicos se sujeten en todo a la Ley;
- VIII. Solicitar a la Diputación Permanente convoque al Congreso a Período Extraordinario de Sesiones, señalando los asuntos que deberán ser tratados en él;
- IX. Concurrir a la apertura del periodo ordinario de sesiones del Congreso que se inicie el día veinticinco de septiembre;
- X. Acordar discrecionalmente que los Funcionarios del Poder Ejecutivo comparezcan ante el Congreso en los casos en que éste así lo solicite, cuando se discuta o estudie un negocio relativo a sus funciones;
- XI. Nombrar y remover libremente a todos los Funcionarios y empleados del Poder Ejecutivo, cuyo nombramiento o remoción no esté determinado de otro modo en esta Constitución o en las Leyes; Intervenir en la designación del Fiscal General del Estado y removerlo, en términos de lo dispuesto en el artículo 95, de esta Constitución;
- XII. Proponer por ternas al Congreso del Estado la aprobación de los Magistrados que integrarán el Supremo Tribunal de Justicia del Estado, en los turnos que le correspondan en los términos de Ley. Proponer al Congreso del Estado, la terna para la designación de Consejero que integre el Consejo del Poder Judicial. Emitir dictamen sobre la propuesta de reelección o de no reelección de un Magistrado cuando le corresponda atendiendo al origen de la propuesta de designación del mismo fundado en el dictamen de evaluación que emita la Comisión de Evaluación.
- XIII. Emitir órdenes a la policía preventiva municipal, en los términos que prevé la fracción XVI del artículo 117 de esta Constitución;
- XIV. Mandar que se instruya y discipline la Guardia Nacional, conforme al Reglamento que expida el Congreso de la Unión y a las prevenciones que determine el Congreso del Estado;
- XV. Auxiliar al Poder Judicial en la ejecución de sus resoluciones;
- XVI. Conceder, conforme a las Leyes, indulto a los reos sentenciados por delitos del orden común;
- XVII. Ejercer actos de dominio sobre los bienes inmuebles de dominio privado pertenecientes al Estado, previa autorización del Congreso o de la Diputación Permanente, en su caso, rindiéndole informe del uso que se hiciere de dicha autorización;
- XVIII. Representar al Estado y delegar esta representación en los términos que establezca la Ley;
- XIX. Rendir informes al Congreso del Estado sobre cualquier Ramo de la Administración Pública, y solicitar informes al Supremo Tribunal de Justicia sobre la administración de la Justicia;
- XX. Expedir, por sí o por acuerdo, los Títulos Profesionales que previene la Ley de la materia;
- XXI. Crear, por Decreto Gubernativo, Organismos Descentralizados y constituir Empresas de Participación Estatal, Comisiones, Patronatos y Comités y asignarles las funciones que estime convenientes; y,
- XXII. Convenir en los términos de Ley:
  - a) Con la Federación, para que el Estado asuma el ejercicio de sus funciones, la ejecución y operación de obras y la prestación de servicios públicos cuando el desarrollo económico y social lo hagan necesario. Para tal efecto, podrá convenir con los Municipios, para que éstos realicen la prestación de servicios o la atención de las funciones a las que se refiere este párrafo; y,
  - b) Con los Municipios, a fin de que éstos lleven a cabo la prestación de servicios o el ejercicio de funciones que le corresponden al Estado, o bien, para que éste efectúe el ejercicio de una función o la prestación de un servicio público, competencia del Municipio. Asimismo, asumirá el ejercicio de una función o la prestación de un servicio público municipal, de acuerdo al procedimiento y condiciones que señale la Ley, cuando a falta de convenio, el Congreso del Estado declare la imposibilidad del Municipio para ejercerla o prestarlo; y

- XXIII. Dar cumplimiento a las resoluciones derivadas de un proceso de plebiscito;
- XXIV. Instrumentar, en los términos de ley, sistemas complementarios de seguridad social del personal del Ministerio Público, de las corporaciones policiales y de los servicios periciales, de sus familias y dependientes;
- XXV. Proponer al Congreso del Estado las ternas para la designación de comisionados del organismo autónomo garante de los derechos de acceso a la información pública y de protección de datos personales, en los términos establecidos por esta Constitución y las disposiciones previstas en la Ley de la materia; y
- XXVI. 
  - Las demás que le concedan esta Constitución y las leyes.
  - Los actos o decisiones del Gobernador del Estado, que se consideren trascendentales para el orden público o el interés social de la Entidad, con excepción de los que se refieran al nombramiento o destitución de los titulares de secretarías o dependencias del Ejecutivo o los realizados por causa de utilidad pública, podrán ser sometidos a plebiscito, a solicitud del Titular del Poder Ejecutivo o los ciudadanos. La Ley de la materia establecerá los requisitos y procedimiento para su ejecución, así como para que el resultado sea vinculatorio para el Titular del Poder Ejecutivo. Dentro de los dos años contados a partir de la publicación del decreto o acuerdo abrogatorio o derogatorio, resultado del plebiscito, no podrá expedirse decreto o acuerdo en el mismo sentido del abrogado o derogado. Salvo en el caso de que el plebiscito sea solicitado por el titular del Poder Ejecutivo, el procedimiento no suspenderá los efectos del acto o decisión correspondiente. Si el resultado del plebiscito es en el sentido de desaprobar dicho acto o decisión, el titular del Poder Ejecutivo emitirá el decreto o acuerdo revocatorio que proceda en un plazo no mayor de quince días.